# Darrell Powers
El Sargento Darrell C. "Shifty" Powers (13 de marzo de 1923 – 17 de junio de 2009) fue un suboficial del ejército estadounidense, que sirvió en la Compañía Easy, 2.º Batallón, 506.º Regimiento de Infantería de Paracaidistas, 101.ª División Aerotransportada durante la Segunda Guerra Mundial. Powers fue interpretado por el actor Peter Youngblood Hills en la miniserie Band of Brothers.

## Juventud
Powers nació el 13 de marzo de 1923 en Clinchco, en el Condado de Dickenson, Virginia. Se alistó al ejército como voluntario junto a su amigo Robert Wynn. Pasó gran parte de su juventud cazando, antes de alistarse.

## Servicio militar
Powers saltó en Normandía el día D fallando en su zona de descenso. Con el tiempo se puso en contacto con Floyd Talbert y los dos se dirigieron a la Compañía Easy. También participó en la operación militar de la Operación Market Garden en los Países Bajos y en la Batalla de las Ardenas en Foy, Bélgica. Mientras que un francotirador alemán en Foy disparó a tres miembros de la Compañía Easy, y todo el mundo se escondía para protegerse, con la ayuda del sargento Carwood Lipton, Shifty realizó un disparo heroico y mató al soldado alemán con un disparo de su M1 Garand, acertándolo entre los ojos. Los miembros de la Compañía Easy dijeron que Powers salvó muchas vidas ese día. Era considerado como el mejor tirador de la Compañía Easy.
Uno de sus logros verdaderamente más notables, es un testimonio de los dones extraordinarios y experiencias que Powers adquirió en los bosques que le ayudaron durante su servicio en la Compañía Easy. Esa hazaña está históricamente documentada en el libro de Stephen Ambrose Band of Brothers, cuando estando en Bastogne, Shifty informa a su oficial al mando de que ha notado que un árbol situado a lo lejos en el bosque, el día anterior no estaba allí. El "árbol" fue finalmente descubierto y se comprobó que era un puesto de observación alemán camuflado. Si no hubiera sido por las agudas observaciones y experiencias al aire libre de Powers muchas vidas podrían haberse perdido. Esa arma enemiga no se veía desde una distancia de casi un kilómetro de distancia y estaba ubicada en el bosque, entre otros árboles.